# Choum
Choum é uma cidade da Mauritânia, localizada na província de Adrar no Norte do país, na fronteira com o Saara Ocidental, administrado e reclamado pelo governo de Marrocos.
A riqueza da cidade provinha da sua localização e posição estratégica nas rotas comerciais do Saara, empreendidas desde há séculos. O seu declínio comercial acompanha o início da invasão das tropas francesas à região, em 1977, por ocasião da formação da Frente Polisário, organização política separatista do Saara Ocidental, com vertentes terroristas. Até hoje a cidade mergulha num conturbado período de motins e numa crise humanitária, que colocam a cidade numa situação de falência.
A sua população é estimada em cerca de cinco mil habitantes.